# Muscardin du Japon
Glirulus japonicus
Pour les articles homonymes, voir muscardin.
Genre
Espèce
Statut de conservation UICN

 LC  : Préoccupation mineure
Synonymes
- Myoxus elegans Temminck, 1844 (Protonyme)

Le Muscardin du Japon (Glirulus japonicus) est une espèce de rongeurs de la famille des Gliridae endémique du Japon. Il s'agit de la seule espèce du genre Glirulus. Il ne faut pas confondre cette espèce également appelée Loir du Japon avec le muscardin (Muscardinus avellanarius).

## Alimentation
Omnivore, il se nourrit de graines, de fruits, d'insectes et d'œufs d'oiseaux.